# Человек из ниоткуда (фильм, 2010)
«Человек из ниоткуда» (кор. 아저씨, Аджосси, англ. The Man from Nowhere) — южнокорейский художественный фильм в жанре боевика, поставленный режиссёром Ли Чон Бомом. В главной роли снялся корейский актёр Вон Бин. Фильм собрал в прокате в Южной Корее свыше 42 млн долларов.

## Сюжет
Чха Тхэ Сик — владелец маленького ломбарда в спокойном районе. Он ведет скромную и тихую жизнь. Его единственная связь с внешним миром — маленькая девочка Со Ми, живущая по соседству. Мать Со Ми, Хё Джон, танцует в клубе, принадлежащем местной банде, которая среди прочего занимается контрабандой наркотиков и нелегальной продажей органов. Она со своим приятелем решает обокрасть наркокурьера, который работает в том же заведении. После удачного ограбления Хё Джон закладывает сумку от своей фотокамеры в ломбард Тхэ Сика, спрятав внутри украденные наркотики. Когда главарь банды Ман Сок узнает о краже, он приказывает Чжон Соку, своему брату и подчинённому, вернуть наркотики. Когда подручный Ман Сока, пытая Хё Джон, узнает о местонахождении наркотиков, он посылает в ломбард Тхэ Сика трёх своих подручных, чтобы вернуть сумку и наркотики. Тхэ Сик легко отбивает их нападение, но, узнав, что Хё Джон и Со Ми находятся в заложниках, отдает сумку и её содержимое побитым бандитам.
Поняв, что Тхэ Сика можно использовать как курьера, братья шантажируют его, обещая освободить Хё Джон и Со Ми, если Тхэ Сик доставит их товар по назначению. Тхэ Сик соглашается, чтобы спасти Со Ми. Однако доставка была лишь частью большого плана по устранению бывшего босса братьев, О. Полиция арестовывает Тхэ Сика и находит тело Хё Джон, из которого извлечены все внутренние органы, в багажнике машины, на которой Тхэ Сику приказано было доставить посылку. Тхэ Сик понимает, что Со Ми тоже в опасности и сбегает из полицейского участка, чтобы найти девочку. Просматривая видео его побега, полицейские изумлены его боевыми навыками и отточенной техникой боя. Они решают исследовать прошлое Тхэ Сика и выясняют, что в прошлом он был офицером корейского спецназа с огромным боевым опытом, но покинул службу после того, как покушавшийся на него убийца вместо него убил его беременную жену. Убийца попал в Тхэ Сика дважды, но был убит другими офицерами, прежде чем смог закончить своё чёрное дело.
Пытаясь выследить Со Ми, Тхэ Сик получает ранение и обращается за помощью к старому другу, бывшему подчиненному. Тот помогает ему извлечь пулю и рассказывает, что Со Ми скорее всего используют в качестве «муравья» — так называют детей, используемых китайскими бандами для транспортировки наркотиков и денег — и что через некоторое время она будет убита, а её органы извлечены и проданы для нелегальной трансплантации.
Тхэ Сик находит и освобождает нескольких детей-рабов на подпольной базе сортировки наркотиков и убивает младшего брата главаря банды, Чжон Сока. Затем он выслеживает старшего брата, Ман Сока, в бандитском логове. Ман Сок показывает ему прозрачную колбу с глазами Со Ми, объясняя, что это он приказал её убить, чтобы отомстить за нападение на своего младшего брата. В ярости Тхэ Сик убивает всех членов банды, включая Рамрована и Ман Сока.
Сломленный горем Тхэ Сик готовится к самоубийству, когда испуганная Со Ми выходит из темноты к нему. Оказывается, её спас Рамрован — он пожалел её, потому что она была добра к нему. Выясняется, что глаза в колбе принадлежат хирургу, работавшему на банду — его убил Рамрован, когда хирург готовился убить Со Ми.
Полиция везет Тхэ Сика и Со Ми на заднем сидении полицейской машины. Пока Со Ми спит, Тхэ Сик спрашивает, могут ли они остановиться у маленького магазина. Там он покупает для Со Ми рюкзак и школьные принадлежности и говорит ей, что отныне она может полагаться только на себя, так как его забирает полиция. Он просит её обнять его на прощание и когда она его обнимает, начинает плакать.

## В ролях
| Актёр              | Роль                 |
| ------------------ | -------------------- |
| Вон Бин            | Чха Тхэ Сик          |
| Ким Сэ Рон         | Со Ми                |
| Ким Тхэ Хун        | Ким Чхи Гон          |
| Ким Хи Вон         | Ман Сок              |
| Ким Сон О          | Чжон Сок             |
| Танаёнг Вонгтракул | Рамрован             |
| Ким Хё Со          | Хё Джон , мать Со Ми |
| Ли Джон Пхиль      | детектив Но          |

## Производство
Режиссёр Ли Чон Бом начал писать сценарий в январе 2009 года. Первый вариант был закончен за три месяца. Первоначально главным героем был 60-летний северокорейский агент, но затем роль была переписана для 40-летнего мужчины. Случайно актёр Вон Бин прочитал сценарий и захотел сыграть главного героя, поэтому главный герой стал моложе и история его жизни была переписана, чтобы объяснить молодость актёра.
Обладая чёрным поясом по тэквондо, Вон Бин не имел дела с холодным и огнестрельным оружием до этого фильма. Он тренировался три месяца перед съёмками, чтобы естественно выглядеть и двигаться с оружием в руках.
Все трюки в фильме актёр исполнил сам, несмотря на то, что режиссёр настаивал на использовании каскадёра.
Сцену, в которой персонаж Вон Бина выпрыгивает из окна, преследуемый полицейскими, снимали несколько раз. Оператор бежал за актёром и прыгал за ним в окно.

## Музыка
Музыку к фильму написал Сим Хён Чон. Главную песню «Dear» к фильму исполнила южнокорейская группа Mad Soul Child. Эта песня входила в их альбом LALALA (2009). Саундтрек к фильму вышел в Южной Корее отдельным тиражом 4 августа 2009 года. Он включал в себя музыку к фильму и главную песню к фильму (всего 22 трека).

## Прокат
Фильм вышел в прокат в Южной Корее 4 августа 2010 года под названием 아저씨 (с кор. — «Дядя»).
Фильм стал лидером южнокорейских сборов: за выходные 6–8 августа, после премьеры фильма, его посмотрели 712 840 зрителей. Он был лидером по продажам билетов пяти недель подряд, всего было продано 6 228 300 билетов до 17 ноября 2010 года, когда закончился его прокат.
Он стал самым популярным фильмом года, его посмотрели более 6 млн человек.
Сборы от проката составили более 42 млн долларов.
1 октября 2010 года под названием The Man from Nowhere (с англ. — «Человек из ниоткуда») фильм был выпущен в прокат в США и Канаде, где собрал 528 175 долларов.
В 2011 году «Человек из ниоткуда» демонстрировался в Японии, Сингапуре, Гонг-Конге и на Тайване, в 2012 году — в Испании. За всё время проката по всему мира фильм собрал 44 723 232 доллара.

## Награды и номинации
На 19-й Церемонии наград кино Буиль, прошедшей 8 октября 2010 года, «Человек из ниоткуда» удостоился 2 наград:
- Лучшая музыка: Сим Хён Джон
- Специальная награда (Независимое жюри Буиль): «Человек из ниоткуда»

На 47 Церемонии наград Великий колокол, прошедшей 29 октября 2010 года, «Человек из ниоткуда» получил 4 приза:
- Лучший актёр: Вон Бин
- Награда популярности: Вон Бин
- Лучший монтаж: Ким Сон Бом, Ким Джэ Бом
- Лучшие визуальные эффекты: Чон До Ан (за технические эффекты)

На 8-й Церемонии наград корейского кино, прошедшей 18 ноября 2010 года, «Человек из ниоткуда» завоевал 7 наград:
- Лучший актёр: Вон Бин
- Лучшая новая актриса: Ким Сэ Рон
- Лучшая операторская работа: Ли Тхэ Юн
- Лучший свет: Ли Чхоль О
- Лучший монтаж: Ким Сон Бом, Ким Джэ Бом
- Лучшие визуальные эффекты: Пак Чжон Рюль (за экшн-сцены)
- Лучшая музыка: Сим Хён Джон

На 31-й Церемонии наград кино Синий дракон, прошедшей 26 ноября 2010 года, фильм получил 3 награды.
- Награда за технику: Пак Чжон Рюль (за экшн-сцены)
- Награда популярности: Вон Бин
- Награда за сборы: «Человек ниоткуда»

## Ремейк
В 2016 году вышла индийская версия фильма под названием «Рокки Красавчик», поставленная режиссёром Нишикантом Каматом